# Helolampis nigripes
Helolampis nigripes är en insektsart som beskrevs av Marius Descamps 1978. Helolampis nigripes ingår i släktet Helolampis och familjen Romaleidae. Inga underarter finns listade i Catalogue of Life.